# Аллах не любит Америку
«Аллах не любит Америку» — книга под редакцией американского публициста Адама Парфрея, выпущенная в 2003 году екатеринбургской типографией «Уральский рабочий» по заказу издательства «Ультра. Культура». Представляет собою сборник религиозных и публицистических текстов. Выход книги вызвал обвинения в адрес издательства в распространении экстремистских взглядов. В США книга выходила под названием «Экстремистский ислам».
После появления книги в продаже в СМИ Екатеринбурга появились публикации, в которых сборник назывался «пособием по терроризму», так как в текстах содержались советы по приготовлению ядов и выдержки из инструкций террористической организации «Аль-Каида». По инициативе УВД Екатеринбурга книга была отправлена на экспертизу, которую провели сотрудники кафедры философии и истории религии Уральского государственного университета и Екатеринбургского территориального управления по сохранению культурных ценностей. По её результатам книга была отнесена к экстремистской литературе. Доцент кафедры философии и истории религии В. Викторов сказал: «В книге действительно содержатся призывы к межнациональной и расовой розни. Это документ крайне экстремистского характера, знакомиться с которым я бы рекомендовал только специалистам-историкам или журналистам, занимающимся темой терроризма».
По словам главного редактора издательства Ильи Кормильцева, действия правоохранительных органов были спровоцированы журналистами. Однако Кормильцев категорически отверг все обвинения в разжигании межнациональной розни и экстремистской деятельности. Как заявил сам Адам Парфрей по поводу издания русского перевода, «книга дает негативную оценку экстремизму с точки зрения трех основных мировых религий. Но я старался быть как можно объективнее и потому дал слово и самим экстремистам. Однако в Америке никто не обвинил меня в пропаганде экстремизма».